# Видео-трака
Видео-трака је магнетна трака која се користи за чување видео-записа уз увек додати звук. Спремљене информације могу бити у облику аналогног сигнала или дигиталног сигнала. Користи се и у снимачима видео-касета (VTR) или, ређе, у диктафонима (BCR) као и у видео-камерама. Видео-траке се такође користе за чување научних или медицинских података, као што су подаци произведени електрокардиограмом . 
Будући да видео сигнали имају веома велику пропусност, а непокретне главе захтевају изузетно велике брзине врпце, у већини случајева спирално скенирана видео глава окреће се против покретне врпце за снимање података у две димензије. 
Трака је линеарна метода чувања информација и на тај начин намеће одлагање ради приступа делу траке који није већ против главе. У раним 2000-има уведени су и истакнути висококвалитетни медији за снимање видео-записа са приступом, као што су тврди дискови и флеш меморијe. Од тада се видео-касета све више повлачи у архивску употребу. 

## Рани формати
Одељење за електронику продуцентске компаније забављача Бинга Кросбија, Бинг Кросби Ентерпрајзес (BCE), дало је прву светску демонстрацију снимка видео траке у Лос Анђелесу 11. новембра 1951. У развоју од стране Џона Т. Мулина и Вејна Р. Џонсона од 1950. године, уређај је давао оно што је описано као „замућене и нејасне“ слике користећи модификовани диктафон Ампекс 200 и стандардну аудио траку од четврт инча (0,635 cm) која се креће брзином од 360 инча (9,1 m) у секунди. Годину дана касније, новинарима је приказана побољшана верзија која је користила магнетну траку од једног инча (2,54 cm), која је наводно изразила запрепашћење квалитетом слика иако су имале „истрајно зрнаст квалитет који је изгледао као истрошен филм“. Све у свему, квалитет слике се и даље сматрао инфериорнијим у односу на најбоље снимке кинескопа на филму.. Бинг Кросби Ентерпрајзес се надао да ће имати комерцијалну верзију доступну 1954. године, али ниједна није изашла.
Би-Би-Си је експериментисао од 1952. до 1958. са системом линеарне видео траке велике брзине под називом Vision Electronic Recording Apparatus (VERA), али је то на крају одбачено у корист квадруплекс видео-траке. VERSA је користила метализовану траку од пола инча (1,27 cm) на колутовима од 20 инча који путују брзином од 200 инча у секунди (5,1 m/s).
RCA је демонстрирао снимање црно-белих и телевизијских програма у боји магнетном траком у својим лабораторијама у Принстону 1. децембра 1953. године. Систем лонгитудалних трака велике брзине, назван Симплекс, у развоју од 1951. године, могао је да сними и репродукује само неколико минута телевизијског програма. Систем боја је користио траку од пола инча (1,27 cm) на колутовима од 10½ инча за снимање пет нумера, по једну за црвену, плаву, зелену, синхронизацију и звук. Црно-бели систем је користио траку од четвртине инча (0,635 cm) такође на колуту од 10½ инча са две траке, једном за видео и једном за аудио. Оба система су радила брзином од 360 инча у секунди (9,1 m/s) са 2.500 ft (760 m) по колуту што је дало капацитет од 83 секунде. NBC у власништву RCA први пут га је употребио у емисији Џонатана Винтерса 23. октобра 1956. године, када је унапред снимљена секвенца песме Дороти Колинс у боји укључена у иначе телевизијски програм уживо.
Године 1953. др Нориказу Савазаки је развио прототип видео касетофона са спиралним скенирањем.
BCE је демонстрирао систем боја у фебруару 1955. користећи лонгитудални снимак на траци од пола инча (1,27 cm). [CBS]], RCA-ов конкурент, спремао се да наручи BCE машине када је Ampex представио супериорни Квадруплек систем. BCE је купила компанија 3М 1956. године.
Године 1959. Тошиба је објавила први комерцијални видеорекордер са спиралним скенирањем.

## Видео за емитовање

### Квад
Прве комерцијалне машине за професионалне видео траке за емитовање које могу да замене кинескопе биле су машине за квадруплекс видео траке (Quad) од два инча које је Ampex представио 14. априла 1956. године на конвенцији Националне асоцијације емитера у Чикагу. Квад је користио попречни (скенирајући траку по ширини) систем са четири главе на траци од два инча (5,08 cm) и стационарне главе за звучни запис.
CBS телевизија је први пут користила Ampex VRX-1000 Марк IV у својим студијима у Телевизијском граду у Холивуду 30. новембра 1956. да пушта одложено емитовање Дагласа Едвардса и вести из Њујорка у пацифичку временску зону. Дана 22. јануара 1957. емисија игре Истина или последице на NBC телевизији, произведена у Холивуду, постала је први програм који се емитовао у свим временским зонама са унапред снимљене видео траке. Ampex је 1958. године представио видеорекордер у боји у оквиру уговора о унакрсном лиценцирању са RCA, чији су га инжењери развили од Ampex црно-белог рекордера. NBC-јев специјал, Вечер са Фредом Астером (1958), најстарија је преживела видео трака у боји телевизијске мреже и рестаурирана је од стране UCLA филмске и телевизијске архиве.
Дана 7. децембра 1963. године, њен проналазач, редитељ Тони Верна, први пут је употребио тренутну репризу током директног преноса игре Војска–морнарица. Иако је Квад постао индустријски стандард током отприлике тридесет година, он има недостатке као што су немогућност замрзавања слика и нема претраге слика.. Такође, на раним машинама, трака је могла поуздано да се репродукује користећи само исти сет ручно направљене главе траке, које би се врло брзо истрошиле. Упркос овим проблемима, Квад је способан да произведе одличне слике. Каснији системи видео трака су користили спирално скенирање, где видео главе снимају дијагоналне траке (комплетних поља) на траку.
Многи ранији снимци видео касета нису сачувани. Иако су много јефтинији (ако се више пута рециклирају) и практичнији од кинескопа, висока цена [3M]] Scotch 179 и других раних видео касета (300 долара по једносатном колуту) узроковала је да их је већина емитера избрисавала и поново користила и (у Сједињеним Државама) видео траку сматрала једноставно бољим и исплативијим средством за одлагање емитовања од кинескопа. Управо су четири временске зоне континенталних Сједињених Држава учиниле систем веома пожељним.
Међутим, неки класични телевизијски програми који су првобитно снимљени на студијској видео траци и даље постоје и доступни су на DVD-у – међу њима NBC-јев Питер Пан (прво емитовање 1960.) са Мери Мартин као Питер, неколико епизода емисије Дина Шор Чеви шоу (крај 1950-их/почетак 60-их), финални Howdy Doody Show (1960), телевизијска верзија самосталне емисије Хала Холбрука Марк Твен вечерас (прво емитовање 1967) и класична продукција балета The Nutcracker Михаила Баришњикова (прво емитовање 1977).
Четвороструке траке су полиране, користећи 8 месинганих врхова уместо нормалне 4 видео главе, при нормалној брзини репродукције.